# Saint-Germain-de-la-Grange
Saint-Germain-de-la-Grange é uma comuna francesa na região administrativa da Île-de-France, no departamento de Yvelines. A comuna possui 1462 habitantes segundo o censo de 1990.